# 红眼雨滨蛙
紅眼雨濱蛙（Litoria chloris）是東澳洲的原住雨蛙。牠們分佈在悉尼至昆士蘭中北部的布里斯本。

## 描述
紅眼雨濱蛙背部呈綠色，間中有些黃點，而腹部則呈黃色。前後肢的上部呈綠色，而底部則呈黃色或白色。成年的大腿可以呈藍紫色至藍黑色。牠們的眼睛中央呈黃金色，漸變至周邊的紅色。眼睛顏色的密度在不同的雨蛙會有所不同。牠們的鼓膜清晰可見，成年的紅眼雨濱蛙鼓膜達65毫米大。
紅眼雨濱蛙的蝌蚪一般都呈灰色或褐色，兩側有金色的色彩。
| 左圖的紅眼雨濱蛙的背部綠色較深，且有黃點。右圖的背部則較為鮮色。 |

## 生態及行為
紅眼雨濱蛙生活在雨林、潮濕的硬葉林及林地。牠們一般會在雨後的池塘、路邊的水溝、水壩及小溪產卵。
紅眼雨濱蛙的皮膚可以分泌一種物質在不影響T細胞的情況下來破壞人類免疫缺陷病毒（HIV）。破壞HIV病毒的肽與白氏樹蛙所分泌的相同，但數量較多。

## 外部連結
- Frogs Australia Network：紅眼雨濱蛙的叫聲